# Vanadis antarctica
Vanadis antarctica är en ringmaskart som först beskrevs av McIntosh 1885.  Vanadis antarctica ingår i släktet Vanadis och familjen Alciopidae. Inga underarter finns listade i Catalogue of Life.